# XHBI-FM
Radio BI es una estación de radio mexicana de noticias en Aguascalientes propiedad de Radiogrupo fundada el 6 de septiembre de 1936, transmite en la frecuencia 88.7 FM y 25,000 kW de potencia.

## Historia
Inicio transmisiones el 6 de septiembre de 1936 como XEBI-AM 1000, Fue la primera estación de radio en el centro de México operando a 25 watts de potencia para cubrir a la ciudad de Aguascalientes, Fue fundada por Pedro Rivas Cuéllar la emisora comenzó a operar desde la casa de la familia Rivas y transmitiendo solamente tres horas al día con muchos artistas locales.
En la década de 1940 la estación se vinculó a Radio Programas de México, ganando acceso a los anunciantes nacionales y la programación de las estaciones XEW y XEQ de la Ciudad de México, La estación luego se movió a 790 kHz. También aumentó su potencia a 1 kW, Al final de la Segunda Guerra Mundial incluía ya una grabadora de cinta magnética.
En 1950 salió al aire XEYZ-AM (La Poderosa 107.7) una estación de la que Rivas fue propietario en parte durante algún tiempo, y en 1958 Rivas compró la estación rival XERO (actualmente XHERO-FM 98.9). En 1970, el grupo también incluía a XEUVA-AM (Uva 90.5) y el grupo radiofónico volvería a crecer a finales de la década de los 80 con la incorporación de XHUZ-FM (105 Digital) pasando a ser Radiogrupo, Con la incorporación de XHUNO-FM (Magia 101) y posterior readquisición de XEYZ-AM crecería hasta tener seis estaciones en Aguascalientes.
En el 2010 XEBI tuvo la aprobación de moverse a frecuencia modulada (FM) ahora siendo XHBI-FM 88.7.